# Clipic
Clipic és una empresa catalana fabricant de motocicletes infantils de trial amb seu a Sant Jaume de Llierca, Garrotxa. L'empresa fabrica també diversos models de minimoto elèctriques, algunes d'elles amb xassís de bambú.
Fundada el 1997 per l'antic pilot de trial Climent Picart, la seva raó social és Clipic Motos, S.L. i té la seu al carrer Àngela Brutau de Sant Jaume de Llierca.

## Història

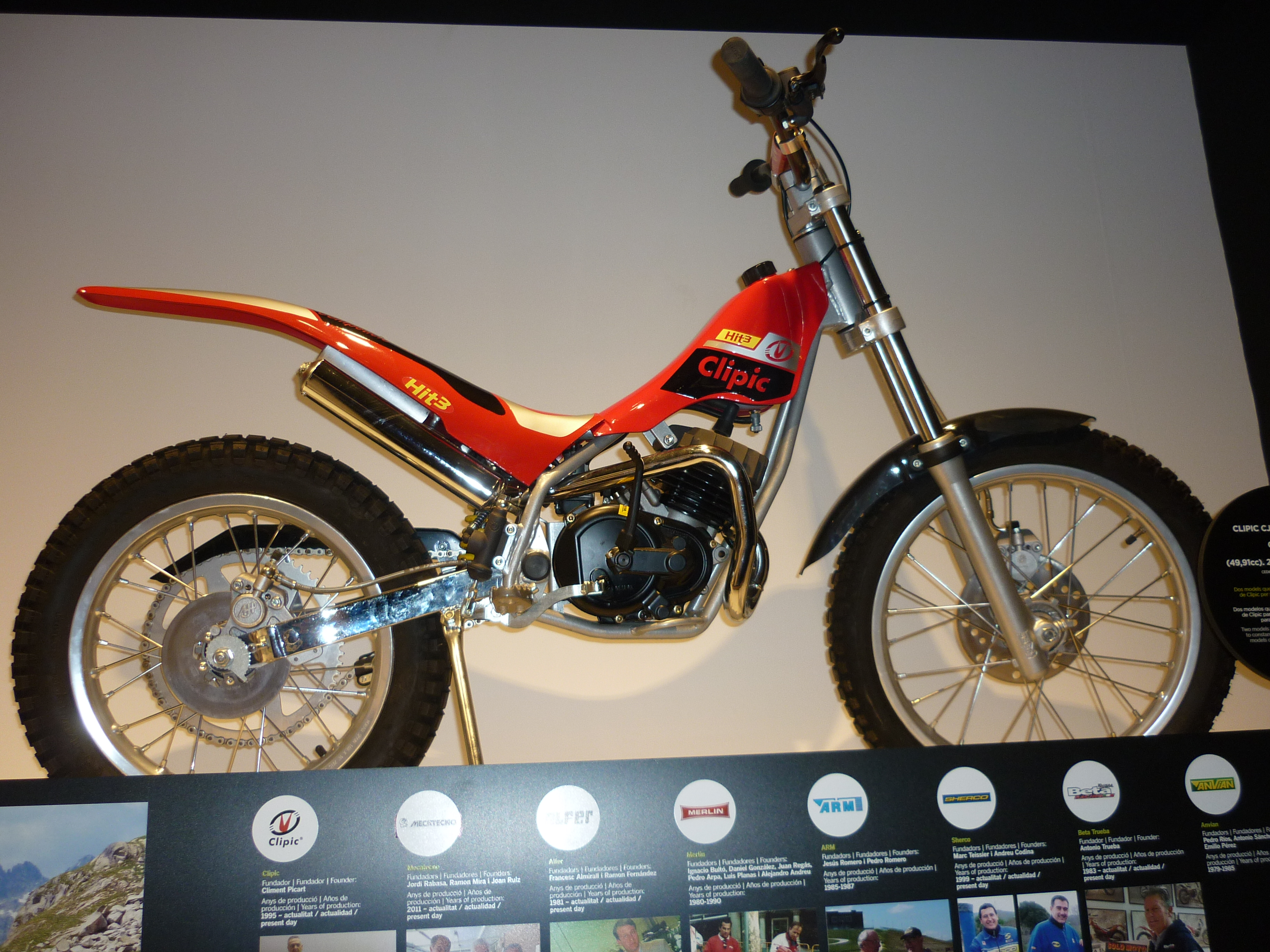
Clipic CJ50 Hit3 Competició (2015)

Picart es dedicava professionalment a la venda i reparació de motos al seu taller de Girona, fins que el 1995 creà la marca Clipic i el 1997 decidí de professionalitzar-la. L'esperit creatiu de Picart (ja havia construït patinets a motor) el portaren a crear una moto de trial de 50 cc que tingué un èxit reconegut dins el sector. Des d'aleshores, Clipic ha continuat desenvolupant i fabricant motos per a nens, així com projectes de futur com ara una gamma de motocicletes de trial amb motor de quatre temps exclusiva per al mercat japonès. Actualment, Clipic fabrica una mitjana de 5.000 motocicletes anuals.